# Operación Big Switch

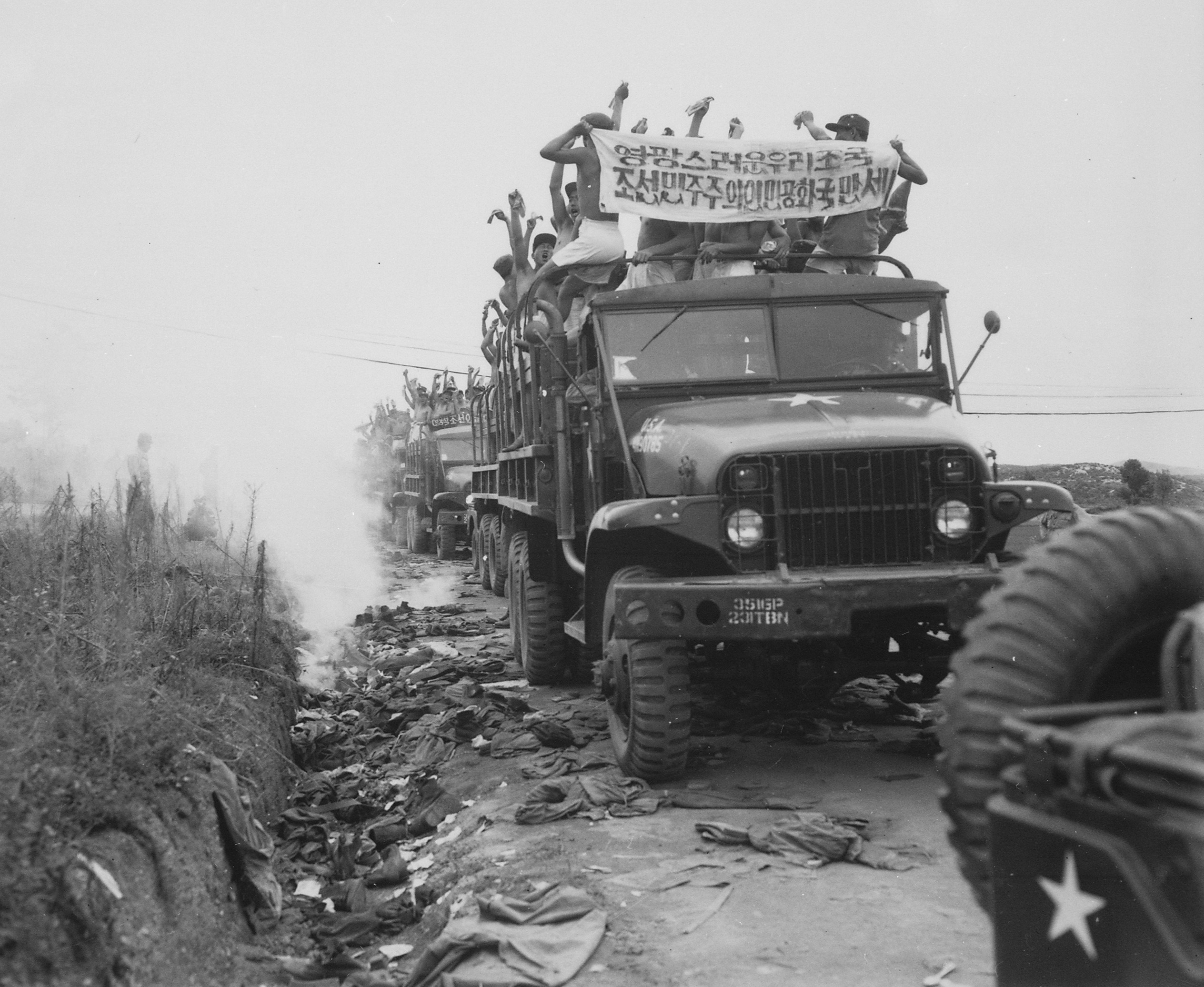
Prisioneros de guerra norcoreanos en camiones del ejército de EE. UU. Durante la Operación Big Switch. Los prisioneros de guerra se han arrancado la ropa y la han esparcido por el camino. Parte de la ropa está ardiendo.

La Operación Big Switch (Gran Cambio) fue la repatriación de todos los prisioneros restantes de la guerra de Corea. Las conversaciones de alto al fuego habían estado ocurriendo entre las fuerzas comunistas y de la ONU desde 1951, y uno de los principales obstáculos era la insistencia comunista de que todos los prisioneros fueran devueltos a sus hogares, y la ONU insistía en que los prisioneros que deseaban permanecer donde se les permitía hacerlo. Después de que las conversaciones se prolongaron durante dos años, los chinos y los norcoreanos cedieron en este punto, y el Acuerdo de Armisticio de Corea se firmó el 27 de julio de 1953. 

## Detalles
La Operación Big Switch comenzó en agosto de 1953 y duró hasta diciembre. 75.823 prisioneros comunistas (70.183 norcoreanos y 5.640 chinos) fueron devueltos. Más de 22.600 soldados comunistas, la mayoría de los cuales fueron exsoldados de la República de China que lucharon contra los comunistas en la guerra civil china y fueron presionados al servicio exterior en el Ejército Popular Voluntario después de su derrota, declinaron la repatriación. Los comunistas repatriaron 12.773 prisioneros de guerra del Comando de las Naciones Unidas (CNU) (7.862 surcoreanos, 3.597 estadounidenses, 945 británicos, 229 turcos, 40 filipinos, 30 canadienses, 22 colombianos, 21 australianos, 12 franceses, 8 sudafricanos, 2 griegos, 2 holandeses, y 1 prisionero de Bélgica, Nueva Zelanda y Japón). Para sorpresa de las fuerzas de la ONU, 23 estadounidenses y un británico, junto con 333 soldados surcoreanos de la ONU, también rechazaron la repatriación. 
Los presos que rechazaron la repatriación recibieron noventa días para cambiar de opinión. 137 soldados chinos lo hicieron y fueron devueltos a China. Dos estadounidenses y ocho surcoreanos también lo hicieron, y fueron devueltos a la CNU. Eso dejó a 325 coreanos, 21 estadounidenses y 1 británico que voluntariamente decidieron quedarse con los comunistas, y más de 22.000 soldados comunistas que decidieron permanecer en la esfera de influencia occidental.

## Operación Little Switch
La Operación Little Switch fue un intercambio de prisioneros enfermos y heridos durante la guerra de Corea en abril y mayo de 1953. La ONU liberó a 6.670 prisioneros chinos y norcoreanos, y las fuerzas comunistas devolvieron 684 prisioneros de la coalición de la ONU (incluidos 149 estadounidenses).